# Gunungsari (Ciranjang)
Gunungsari is een bestuurslaag in het regentschap Cianjur van de provincie West-Java, Indonesië. Gunungsari telt 8267 inwoners (volkstelling 2010).